# Vene cerebrale interne

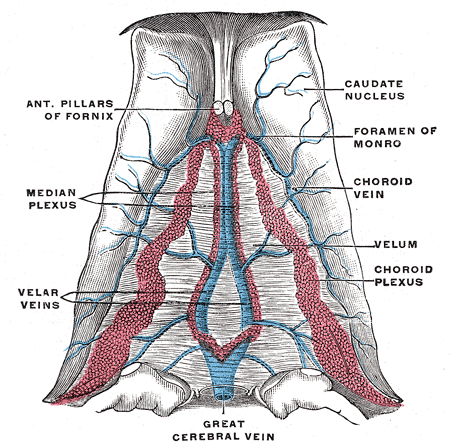
Velum interpositum (venele cerebrale interne sunt etichetate ca venele velare)

Venele cerebrale interne (vene cerebrale profunde) drenează părțile profunde ale emisferei cerebrale și sunt două la număr; fiecare venă cerebrală internă se formează în apropierea foramenului interventricular prin unirea venei talamostriate superioare și a venei coroide superioare. 
Ele se îndreaptă înapoi paralel una față de cealaltă, între straturile coroideea ale ventriculului al treilea și sub spleniul corpus callosum, unde se unesc pentru a forma un trunchi scurt, marea venă cerebrală (a lui Galen); chiar înainte de unirea lor, fiecare primește vena bazală corespunzătoare. 